# 마고 로비
마고 로비(영어: Margot Robbie, 1990년 7월 2일~)는 오스트레일리아의 배우, 영화 프로듀서이다. 드라마 《네이버스》의 주연 도나 프리드먼 역으로 이름을 알렸으며, 미국으로 건너가 드라마 《팬 암》과 영화 《어바웃 타임》, 《더 울프 오브 월 스트리트》, 《레전드 오브 타잔》 등의 유명 작품에 출연하였다. 특히, DC 코믹스의 영화 《수어사이드 스쿼드》의 할리 퀸 역으로 큰 주목을 받았다.
2017년 영화 《아이, 토냐》의 토냐 하딩 역으로 아카데미 여우주연상 후보에, 2019년 영화 《밤쉘》의 케일라 포스피실 역으로 아카데미 여우조연상 후보에 올랐다.

## 어린 시절
마고는 오스트레일리아 퀸즐랜드주 골드코스트에서 태어났다. 어머니는 물리치료사, 아버지는 농장 소유주였다. 형제자매로는 언니, 오빠 2명이 있다. 부모가 이혼하여 어머니 혼자서 마고를 포함한 자녀들을 키웠으며 마고는 아버지와 최소한으로만 만났다. 성장기는 해변과 달비(Dalby)에 있던 할아버지의 농장에서 보냈다. 생계 유지를 위해 16살 때 동시에 3가지 일을 했다. 서머싯 대학(Somerset college)에서 연극을 전공해 2007년에 졸업했다. 17살 때 전문적으로 연기를 시작하기 위해 멜버른으로 갔다.

## 경력

### 초창기(2007년-2011년)
2007년부터 전문적으로 연기를 시작했다. 그 때 영화 《I.C.U》와 《자경단원》(Vigilante)에 출연했다. 오디션에서 큰 인상을 남겨 I.C.U의 주연을 따낸다. 그 당시 어떤 에이전트에도 소속되지 않은 상태였다. 이후 여러 광고에 출연했고 《코끼리 공주》, 《시티 호미사이드》(City Homicide) 등 여러 텔레비전 드라마에도 게스트역으로 출연했다.
2008 6월부터 드라마 《네이버스》에 도나 프리드먼 역으로 출연했다. 원래 이 역할은 게스트 역할이였으나 얼마 지나지 않아 정규 역할이 되었다. 오디션 후 남자친구와 캐나다로 스노우보딩 여행을 갔는데, 역할을 따냈다는 소식을 듣고는 이틀 후에 돌아왔다고 한다.
2009년 초 Talkin' 'Bout Your Generation 과 National Youth Week 등 네트워크 텐의 여러 방송에 출연했다.
같은 해, 로기상 신인여우상(Most Popular New Female Talent) 후보에 올랐다. 또한 니켈로디언 키드 초이스 어워드 Favorite Hottie부문 후보에도 올랐다. 2010년 9월 할리우드 진출을 위해 《네이버스》에서 하차한다고 발표했다. 2011년 1월 26일 드라마에서의 마지막 장면들이 방영되었고, 같은 해 4월 마고는 로기상 여우주연상 후보에 올랐다.

### 할리우드에서의 행보(2011년~)
LA에 도착한 후, 마고는 《미녀 삼총사》 새 시리즈 오디션을 봤다. 그러나 소니 픽처스 텔레비전의 프로듀서는 마고가 크리스티나 리치와 함께 《팬 암》에 출연하기를 원했다. 그렇게 해서 신입 여 비행승무원 로라 캐머런 역으로 등장했다. 평단의 호평을 받았음에도, 시청률 부진으로 인해 《팬 암》은 한 시즌만 하고선 폐지되었다.
2012년 5월, 마고는 영화 《어바웃 타임》에 합류했다. 주인공 팀의 첫사랑인 샬럿 역으로 나와 사랑스러운 모습을 보여줬다. 영화는 호평을 받았고 총 8700만 달러를 벌어들였다. 총 제작비는 1200만 달러였다. 한국에서도 역시 호평을 받았고 총 관객 수는 약 339만 명이다. 이어서 2012년 6월, 영화 《더 울프 오브 월 스트리트》 캐스팅 소식이 전해졌고 8월에 확정되었다. 영화는 평단의 호평과 상업적 성공 둘 다 잡았다. 총 3억 9천 2백만 달러를 벌어들여 마틴 스코세이지의 최고 수익 영화가 되었다. 또한 아카데미상 다섯 부문 후보에 올랐다. 영화에서 마고는 주인공 "조던 벨퍼트"의 아내 나오미 라팔리아 역을 맡았다. 영화와 더불어 마고의 연기 역시 평단의 호평을 받았다. 평론가 사샤 스톤은 "마고는 《성난 황소》의 캐시 모리아티 이래로, 마틴 스코세이지가 발견한 최고의 금발 미녀(Bombshell)이다. 강하면서도 웃겼고 모든 장면을 씹어먹었다."라고 말했다. 나오미 역으로 마고는 MTV 무비 어워드 최우수 신인상 후보에 올랐고 엠파이어상 신인여우상을 받았다.
2015년 로맨틱 다크 코미디 영화 《포커스》에서 윌 스미스와 주연을 맡았다. 이 영화에서 마고는 초보 소매치기 제스 역을 연기했다. 영화는 그다지 호평을 못 받았으나 마고의 연기는 호평을 받았다. 롤링 스톤의 피터 트레버스는 "마고는 놀라움 이상이었다. 《더 울프 오브 월 스트리트》에서 우리의 눈을 사로잡았던 오스트레일리아의 여배우는 미모와 더불어 재치있는 연기를 보여줬다. 심지어 영화가 공을 치고 있는 마당에도 로비는 영화를 살리려 애썼다."라고 말했다. 영화는 총 1억 5천만 달러를 벌어들였다. 제스 역으로 마고는 2015년 BAFTA 라이징 스타 어워드 후보에 올랐다.
2015년 영화 《지 포 자카리아》에서 여자 주연으로 발탁되어 크리스 파인, 추이텔 에지오포와 호흡을 맞췄다. 이 영화는 뉴질랜드에서 촬영되었으며, 2015년 1월 24일 선댄스 영화제에서 처음으로 선보였다. 영화는 개봉과 함께 호평을 받았다. 마고의 연기 역시 호평을 받았다. 히트픽스의 드루 매퀴니는 "이 작품에서의 마고의 연기는 현재 동년배들 중 마고를 최고의 여배우들 중 한 명으로 만들어줬다."라고 말했다. 마고는 《네이버스》 30주년 행사에도 참석했다. 행사는 2015년 3월 호주와 영국에서 방영되었다. 그리고 마고는 이렌 네미로브스키의 원작 소설 기반 영화 《스윗 프랑세즈》에 출연해 미셸 윌리엄스, 크리스틴 스콧 토머스, 마티아스 스후나르츠와 호흡을 맞췄다. 영화는 호평을 받았다.
2014년 1월, 데이비드 예이츠 감독 영화 《레전드 오브 타잔》의 제인 포터 역에 마고가 캐스팅되었다는 소식이 알려졌다. 알렉산데르 스카르스고르드, 새뮤얼 L. 잭슨, 크리스토프 발츠와 호흡을 맞추며 영화는 2016년 7월 1일에 개봉 예정이다. 2014년 12월, DC 코믹스 원작의 악당 영화 《수어사이드 스쿼드》의 할리 퀸 역에 마고 로비가 캐스팅 된 소식이 전해졌다. 다른 빌런에는 윌 스미스, 자레드 레토, 비올라 데이비스, 요엘 킨나만이 캐스팅되었다. 영화 제작과 배급을 맡은 워너 브라더스는 2016년 8월 5일에 영화를 개봉할 예정이라 전했다. 2014년 10월 22일, 영화 《위스키 탱고 폭스트롯》에 합류 소식이 전해졌고, 주인공을 맡은 티나 페이와 호흡을 맞췄다. 마고는 주인공 킴 바커의 경쟁 기자인 타냐 역을 맡았다. 영화는 기자 킴 바커가 파키스탄과 아프가니스탄에서 겪었던 일을 쓴 회고록 탈레반 셔플 (Taliban Shuffle)을 원작으로 했다. 2016년 10월 1일, SNL 시즌42 프리미어 회차 호스트를 맡아, 한 코너에서 이방카 트럼프를 연기하기도 했다.

## 사생활
영화 《스윗 프랑세즈》에서 만난 영국인 조감독 톰 애컬리와 2014년부터 교제하였다. 이후 2016년 12월, 톰과 오스트레일리아 뉴사우스웨일스주 바이런베이에서 결혼식을 올렸다. 마고는 아이스 하키 팀 뉴욕 레인저스의 팬이다. 또한 아마추어 하키 리그 팀의 멤버이며 포지션은 라이트 윙(right wing)이다.

## 작품 목록

### 영화
| 연도 | 제목                          | 배역                 | 비고          |
| ---- | ----------------------------- | -------------------- | ------------- |
| 2008 | 자경단원                      | 커샌드라             |               |
| 2009 | I.C.U.                        | 트리스턴 워터스      |               |
| 2013 | 어바웃 타임                   | 샬럿                 |               |
| 2013 | 더 울프 오브 월 스트리트      | 나오미 라팔리아      |               |
| 2015 | 지 포 자카리아                | 앤 버던              |               |
| 2015 | 포커스                        | 제스 바렛            |               |
| 2015 | 스윗 프랑세즈                 | 셀린                 |               |
| 2015 | 빅 쇼트                       | 본인                 | 카메오 출연   |
| 2016 | 레전드 오브 타잔              | 제인 포터            |               |
| 2016 | 위스키 탱고 폭스트롯          | 타냐                 |               |
| 2016 | 수어사이드 스쿼드             | 할린 퀸젤 / 할리 퀸  |               |
| 2017 | 굿바이 크리스토퍼 로빈        | 다프느 드 셀랭쿠르   |               |
| 2017 | 아이, 토냐                    | 토냐 하딩            | 제작에도 참여 |
| 2018 | 피터 래빗                     | 내레이션 / 플롭시    |               |
| 2018 | 터미널                        | 애니                 | 제작에도 참여 |
| 2018 | 메리, 퀸 오브 스코틀랜드      | 엘리자베스 1세       |               |
| 2019 | 드림랜드                      | 앨리슨 웰스          | 제작에도 참여 |
| 2019 | 원스 어폰 어 타임 인 할리우드 | 샤론 테이트          |               |
| 2019 | 밤쉘: 세상을 바꾼 폭탄선언    | 케일라 포스피실      |               |
| 2020 | 버즈 오브 프레이              | 할린 퀸젤 / 할리 퀸  | 제작에도 참여 |
| 2020 | 프로미싱 영 우먼              | 빈칸                 | 제작, 미출연  |
| 2021 | 피터 래빗 2: 파 프롬 홈       | 플롭시 (목소리)      |               |
| 2021 | 더 수어사이드 스쿼드          | 할린 퀸젤 / 할리 퀸  |               |
| 2022 | 암스테르담                    | 발레리 보즈          |               |
| 2022 | 바빌론                        | 넬리 라로이          |               |
| 2023 | 애스터로이드 시티             | 스틴벡의 사별한 아내 |               |
| 2023 | 바비                          | 바비                 | 제작에도 참여 |
| 2023 | 솔트번                        | 빈칸                 | 제작, 미출연  |
| 2025 | 어 빅 볼드 뷰티풀 저니        | 세라                 |               |
| 2026 | 폭풍의 언덕                   | 캐서린 언쇼          |               |

### 텔레비전
| 연도      | 제목                               | 배역                        | 비고                                         |
| --------- | ---------------------------------- | --------------------------- | -------------------------------------------- |
| 2008      | Review with Myles Barlow           | 켈리                        | #1.1                                         |
| 2008      | 코끼리 공주                        | 버터플라이                  | "The Butterfly Effect" & "Butterfly Kiss" 편 |
| 2008      | City Homicide                      | 케이틀린 브렌트퍼드         | "Somersaulting Dogs" 편                      |
| 2008-2022 | 네이버스                           | 도나 프리드먼 / 도나 브라운 | 328회분                                      |
| 2011-2012 | 팬 암                              | 로라 캐머런                 | 14회분                                       |
| 2015      | 탑 기어                            | 본인                        | #22.4                                        |
| 2015      | Neighbours 30th: The Stars Reunite | 본인                        | 다큐멘터리                                   |
| 2015      | 새터데이 나이트 라이브             | 본인                        | 호스트                                       |

## 수상 및 후보
| 연도 | 시상식                      | 부문                                | 후보                     | 결과 | 출처   |
| ---- | --------------------------- | ----------------------------------- | ------------------------ | ---- | ------ |
| 2009 | 로기상                      | 가장 인기있는 신인 여배우           | 네이버스                 | 후보 | [ 10 ] |
| 2011 | 로기상                      | 가장 인기있는 여배우                | 네이버스                 | 후보 | [ 13 ] |
| 2013 | 보스턴 영화 비평가 협회     | 베스트 캐스트                       | 더 울프 오브 월 스트리트 | 후보 | [ 54 ] |
| 2013 | 방송 영화 비평가 협회       | 최우수 액팅 앙상블                  | 더 울프 오브 월 스트리트 | 후보 | [ 55 ] |
| 2013 | 디트로이트 영화 비평가 협회 | 최우수 앙상블                       | 더 울프 오브 월 스트리트 | 후보 | [ 56 ] |
| 2014 | 엠파이어상                  | 최우수 여자 신인                    | 더 울프 오브 월 스트리트 | 수상 | [ 57 ] |
| 2014 | MTV 무비 어워드             | 신인 연기상                         | 더 울프 오브 월 스트리트 | 후보 | [ 26 ] |
| 2014 | 영 할리우드 어워드          | 여자 신인상                         | 빈칸                     | 후보 | [ 58 ] |
| 2015 | 영국 아카데미 영화상        | BAFTA 라이징 스타상                 | 빈칸                     | 후보 | [ 33 ] |
| 2016 | 틴 초이스 어워드            | Choice Movie Actress: AnTEENcipated | 수어사이드 스쿼드        | 후보 | [ 59 ] |